# Benetton Rugby Trévise (féminines)
Ne doit pas être confondu avec Benetton Rugby Trévise ou Benetton Rugby Trévise (franchise féminine).
Pour les articles homonymes, voir Benetton Trévise.
Actualités
Le Benetton Rugby (ou Benetton Rugby Treviso, couramment partiellement francisé en Benetton Rugby Trévise) est un club féminin de rugby à XV basé à Trévise, en Vénétie. L'équipe est plus connue sous le nom de Red Panthers, son nom d'origine. Fondée en 1982, elle évolue en première division et a remporté 16 titres nationaux.
Les couleurs du club sont vert et blanc, mais la section féminine a inséré une bande rouge sur son maillot.
Le club dispose d'équipes féminines dans toutes les catégories d'âge.

## Histoire
La pratique du rugby féminin à Trévise commence dans les années 70 au sein du club de Tarvisium. C'est de là et du maillot rouge du club que vient le surnom de Red Panthers. Le 13 avril 1980, Trévise affronte le CUS Milano au cours du premier match féminin de l'histoire du rugby italien.
En 1978, la famille Benetton prend le contrôle du club auquel elle donne son nom et en 1982 est inauguré le vaste complexe sportif de la Ghirada. À cette occasion, les Red Panthers passent sous l'égide du Benetton, ce qui lui permet de bénéficier des infrastructures toutes neuves de la Ghirada. La section prend alors officiellement naissance.
Les premières saisons sont jouées au sein de l'UISP (Unione Italia Sport Popolare), qu'on pourrait comparer à la Fédération française sports pour tous. Les Red Panthers gagnent tous les titres.
En 1991 la Fédération italienne de rugby reconnait et officialise la pratique féminine du rugby : c'est la naissance du championnat féminin sur lequel les Trévisanes vont régner pendant douze saisons d'affilée.
L'émergence du club de Riviera del Brenta prive le Benetton du titre national pour la première fois en 2004. Et au cours des saisons suivantes, les deux clubs ne vont cesser de s'affronter en finale pour s'arroger tous les titres en jeu.
En 2013-14, c'est la première finale de championnat disputée sans le Benetton. Les Red Panthers ne se sont même pas qualifiées pour la phase finale. De nouveaux clubs ont émergé et la compétition est devenue plus difficile.
Depuis, si le club n'a jamais quitté la première division, il est clairement rentré dans le rang, ne faisant plus office de favori pour le titre. La saison 2021-22 confirme l'écroulement sportif de l'équipe, qui finit le championnat avec dix défaites en dix matchs et un goal-average négatif de 890 pts. Et en 2022-23, avec l'instauration de la poule unique du championnat Eccellenza, le Benetton passe tout près de la relégation, terminant avec deux petits points d'avance sur Parabiago.
En 2023-2024, les Red Panthers terminent avant-dernières de la poule basse. Durant l'été, le club voit trois de ses joueuses appelées avec la sélection des moins de 20 ans.

## Palmarès
- Championnes d'Italie UISP (loisirs) de 1985 à 1991
- Championnes d'Italie : de 1992 à 2003 puis 2006, 2008, 2009 et 2011
- Coupe d'Italie de rugby à sept 2007 et 2008

| Saison    | Classement        | Compétition   | Pts            | MJ             | V              | N              | D              | Phase finale                                  |
| --------- | ----------------- | ------------- | -------------- | -------------- | -------------- | -------------- | -------------- | --------------------------------------------- |
| 2000-2001 | 1er poule A       | Serie A       | 16             | 8              | 8              | 0              | 0              | Championnes (28-9 contre Messine)             |
| 2001-2002 | 1er poule A       | Serie A       | 18             | 10             | 9              | 0              | 1              | Championnes (57-3 contre le CUS Roma)         |
| 2002-2003 | 1er poule A       | Serie A       | 42             | 10             | 9              | 0              | 1              | Championnes (47-3 contre le Riviera)          |
| 2003-2004 | 1er poule A       | Serie A       | 51             | 12             | 11             | 0              | 1              | Finalistes (8-10 contre le Riviera)           |
| 2004-2005 | 1er poule A       | Serie A       | 41             | 10             | 8              | 0              | 2              | Finalistes (10-16 contre le Riviera)          |
| 2005-2006 | 1er poule A       | Serie A       | 46             | 10             | 9              | 0              | 1              | Championnes (10-6 contre le Riviera)          |
| 2006-2007 | 1er poule A       | Serie A       | 24             | 6              | 5              | 0              | 1              | Finalistes (10-12 contre le Riviera)          |
| 2007-2008 | 1er               | Serie A       | 70             | 14             | 14             | 0              | 0              | Championnes (58-5 contre le Riviera)          |
| 2008-2009 | 1er               | Serie A       | 60             | 12             | 12             | 0              | 0              | Championnes (18-14 contre le Riviera)         |
| 2009-2010 | 1er poule Élite   | Serie A       | 46             | 10             | 10             | 0              | 0              | Finalistes (0-7 contre leRiviera)             |
| 2010-2011 | 1er poule 1       | Serie A       | 38             | 8              | 8              | 0              | 0              | Championnes (31-13 contre le Riviera)         |
| 2011-2012 | 1er poule 1 Élite | Serie A       | 33             | 8              | 7              | 0              | 1              | Finalistes (20-26 contre leRiviera)           |
| 2012-2013 | 1er poule Élite   | Serie A       | 37             | 10             | 9              | 0              | 1              | Finalistes (7-23 contre leRiviera)            |
| 2013-2014 | 4e poule 1        | Serie A       | 27             | 10             | 5              | 0              | 5              | non qualifiées                                |
| 2014-2015 | 3e poule 1        | Serie A       | 36             | 12             | 7              | 0              | 5              | Demi-finalistes (12-27 et 10-39 contre Monza) |
| 2015-2016 | 3e poule A        | Serie A       | 50             | 16             | 11             | 0              | 5              | Barragistes (5-8 contre Bologne)              |
| 2016-2017 | 7e poule 1        | Serie A       | 25             | 16             | 5              | 1              | 10             | non qualifiées                                |
| 2017-2018 | 6e poule 1        | Serie A       | 45             | 18             | 9              | 0              | 9              | non qualifiées                                |
| 2018-2019 | 5e poule 1        | Serie A       | 40             | 18             | 8              | 0              | 10             | non qualifiées                                |
| 2019-2020 | 6e poule 1        | Serie A       | 11             | 10             | 2              | 0              | 8              | Saison interrompue (pandémie de Covid-19)     |
| 2020-2021 | -                 | Serie A       | saison annulée | saison annulée | saison annulée | saison annulée | saison annulée | saison annulée                                |
| 2021-2022 | 6e poule 1        | Serie A       | -4             | 10             | 0              | 0              | 10             | non qualifiées                                |
| 2022-2023 | 7e                | Eccellenza    | 6              | 14             | 1              | 0              | 13             | non qualifiées                                |
| 2023-2024 | 7e                | Serie A Élite | 15             | 12             | 3              | 0              | 9              | non qualifiées                                |
| 2024-2025 | 7e                | Serie A Élite | 18             | 14             | 2              | 1              | 11             | non qualifiées                                |

## Joueuses notables
- Michela Tondinelli
- Manuela Furlan
- Sara Barattin